# São Pedro do Sul (freguesia)
São Pedro do Sul is een plaats (freguesia) in de Portugese gemeente São Pedro do Sul en telt 4011 inwoners (2001).